# Tonight and Every Night
Tonight and Every Night (bra: Coração de uma Cidade, ou O Coração de uma Cidade; prt: Esta Noite e Sempre) é um filme norte-americano de 1945, do gênero romance musical, dirigido por Victor Saville, com roteiro de Lesser Samuels e Abem Finkel baseado na peça teatral Heart of a City, de Lesley Storm.

## Produção
O filme, outro esforço de guerra para levantar o moral dos combatentes, é baseado em peça de pouca repercussão na Broadway. A história homenageia o minúsculo Windmill Theatre, de Londres, cujo orgulhoso lema era "Nós Nunca Fechamos", referência ao fato de ter permanecido sempre aberto durante toda a Segunda Guerra, apesar dos bombardeios e privações (daí o título original, espelhado naquele recebido em Portugal). No filme, o teatro é chamado de Music Box.

## Sinopse
Na Londres atormentada pelos bombardeios nazistas, o Musix Box é um teatro que nunca fecha. Cinco vezes por dia, a americana Rosalind Bruce e seus colegas britânicos se apresentam em um espetáculo sempre apreciado pelos espectadores. Aos poucos, Rosalind desenvolve um romance com Paul Lundy, piloto da RAF. O mesmo ocorre entre Judy Kane, a corajosa amiga de Rosalind, e Tommy Lawson, dançarino vindo da Broadway. Mas a guerra exige muitos sacrifícios e, no fim, Rosalind recusa o casamento com Paul, para continuar a entreter as tropas, enquanto Judy e Tommy encontram um destino trágico.

## Prêmios e indicações
| Prêmio     | Categoria              | Recipientes                         | Resultado |
| ---------- | ---------------------- | ----------------------------------- | --------- |
| Oscar 1946 | Melhor canção criginal | Jule Styne, Sammy Cahn ("Anywhere") | Indicado  |
| Oscar 1946 | Melhor trilha sonora   | Marlin Skiles, Morris Stoloff       | Indicado  |

## Elenco
| Ator/Atriz         | Personagem             |
| ------------------ | ---------------------- |
| Rita Hayworth      | Rosalind Bruce         |
| Lee Bowman         | Paul Lundy             |
| Janet Blair        | Judy Kane              |
| Marc Platt         | Tommy Lawson           |
| Leslie Brooks      | Angela                 |
| Professor Lamberti | Fred                   |
| Dusty Anderson     | Toni                   |
| Stephen Crane      | Leslie Wiggins         |
| Jim Bannon         | Fotógrafo da Life      |
| Florence Bates     | May Tolliver           |
| Ernest Cossart     | Sam Royce              |
| Philip Merivale    | Reverendo Gerald Lundy |
| Patrick O'Moore    | David Long             |

## Galeria

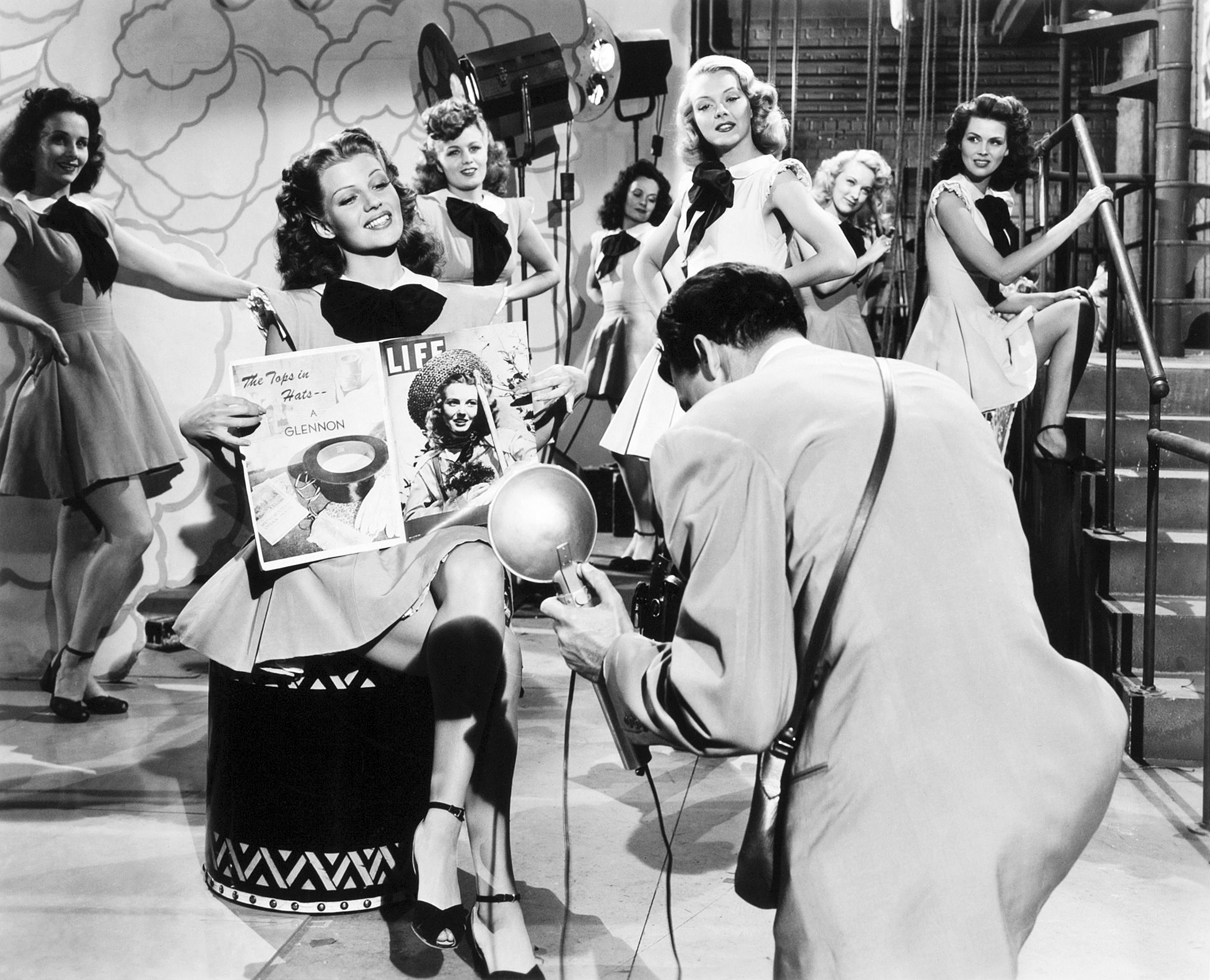
Rita Hayworth com um exemplar da revista Life; a sua esquerda, Shelley Winters
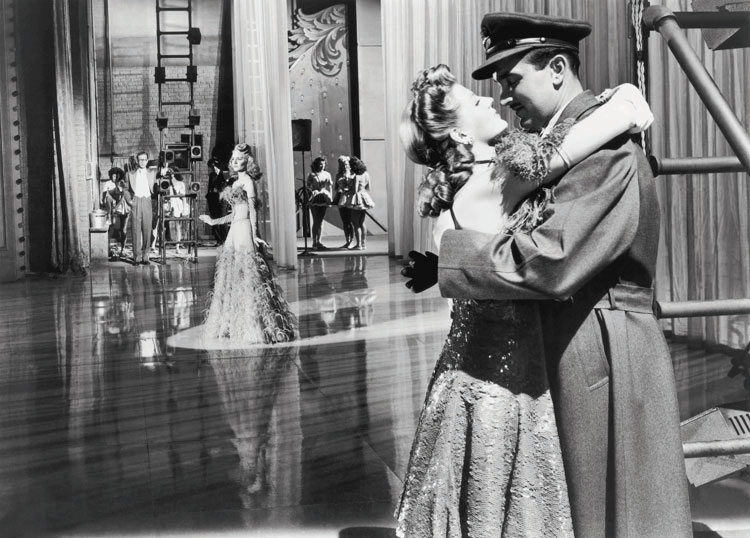
Rita Hayworth e Lee Bowman
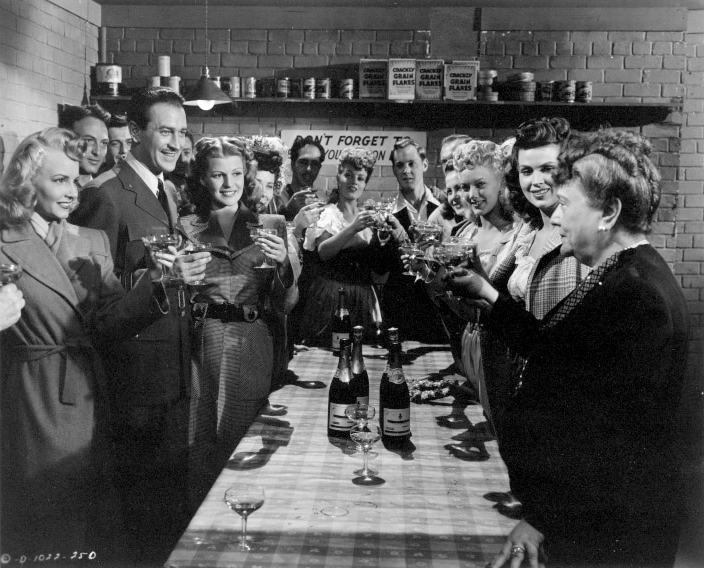
Janet Blair (extrema esquerda), Lee Bowman (de uniforme), Rita Hayworth e Florence Bates  (extrema direita)
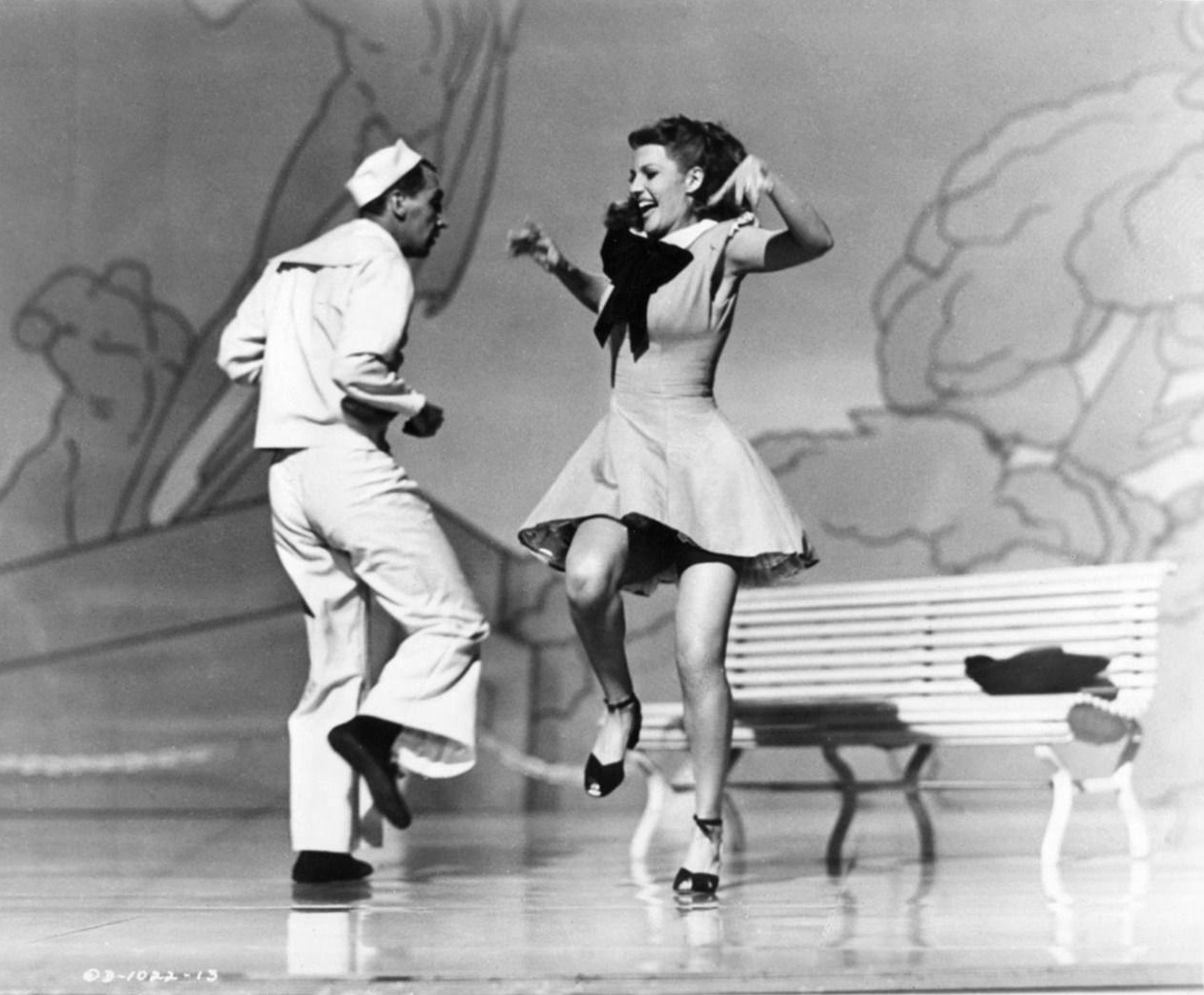
Rita Hayworth e Jack Cole
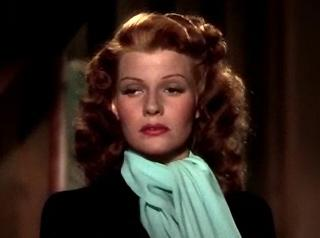
Rita Hayworth em cena do trailer
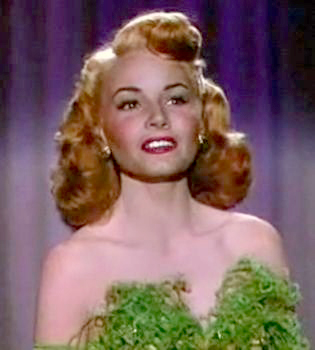
Janet Blair em cena do trailer